# 막돼먹은 영애씨 9
《막돼먹은 영애씨 9》는 tvN에서 2011년 9월 9일부터 2012년 1월 20일까지 방영했으며, 《막돼먹은 영애씨》 시리즈 중 아홉 번째 드라마다.

## 등장 인물

### 영애네 가족
- 김현숙 : 이영애(34세) 역 - 아름다운 사람들 디자이너 대리
- 송민형 : 이귀현(63세) 역 - 아버지
- 김정하 : 김정아(58세) 역 - 어머니
- 정다혜 : 이영채(27세) 역 - 직원, 동생
- 고세원 : 김혁규 역 - 이영채의 남편
- 김나영 : 김나영(27세) 역 - 김혁규의 여동생
- 이도윤 : 이석재 역 - 직원
- 김동연 : 김동연 역 - 직원

### 아름다운 사람들
- 유형관 : 유형관(47세) 역 - 아름다운 사람들 사장
- 김산호 : 김산호(34세) 역 - 아름다운 사람들 이사
- 윤서현 : 윤서현(38세) 역 - 아름다운 사람들 영업차장
- 임서연 : 변지원(34세) 역 - 아름다운 사람들 경리대리
- 정지순 : 정지순 역 - 아름다운 사람들 영업과장
- 심진보 : 심진보 역 - 아름다운 사람들 인턴 디자이너

### 그 외
- 이용주 : 이용주 역 - 김혁규의 친구
- 최원준 : 최원준(30세) 역
- 남현주 : 남현주 역 - 심진보의 어머니
- 전성애 : 전성애 역 - 김정하의 친구이자 앙숙관계
- 안남희 : 안남희 역 - 아름다운 사람들 내레이터

### 특별출연
- 정경호 : 정경호 역 - 한의원 원장 (10화 ~ 12화)
- 김세환 : 김정하의 첫사랑 역 (15화)

## 회차별 부제
| 2011년 | 2011년    | 2011년                               |
| 회차   | 방송일자  | 부제                                 |
| ------ | --------- | ------------------------------------ |
| 제1회  | 9월 9일   | 9질9질, 99절절, 9리고, 9치한 새 출발 |
| 제2회  | 9월 16일  | 넌 나의 피로회복제닭!                |
| 제3회  | 9월 23일  | 머니 머니해도 언니                   |
| 제4회  | 9월 30일  | 사장은 꼼수다                        |
| 제5회  | 10월 7일  | 주말, 싱글에겐 외로움의 도가니       |
| 제6회  | 10월 14일 | 목표는 원피스다                      |
| 제7회  | 10월 21일 | 반만 먹는 여자 vs 반반한 여자        |
| 제8회  | 10월 28일 | 낮에는 곰 태우고, 밤에는 여우 태우고 |
| 제9회  | 11월 4일  | 짝 과거남자 5호! 미래남자 6호?       |
| 제10회 | 11월 11일 | 멍도 한방(韓方), 사랑도 한방         |
| 제11회 | 11월 18일 | 내 연애의 불편한 진실                |
| 제12회 | 11월 25일 | 참을 수 없는 영애의 가벼움           |
| 제13회 | 12월 2일  | 위험한 연애, 끝은 위염               |
| 제14회 | 12월 9일  | 내 침대 위의 산호                    |
| 제15회 | 12월 16일 | 눈 맞고, 눈도 맞고                   |
| 제16회 | 12월 23일 | X-MAS, 매직은 끝나지 않았다          |
| 제17회 | 12월 30일 | 한 해의 끝, 친구도 끝                |
| 2012년 |           |                                      |
| 제18회 | 1월 6일   | 임진년, 임자 만난 녀                 |
| 제19회 | 1월 13일  | 애인을 애인이라 부르지 못하고        |
| 제20회 | 1월 20일  | 굿바이 솔로, 굿바이 시즌 9           |